# Eos (yacht)
Pour les articles homonymes, voir Éos (homonymie).
L'Eos est un trois-mâts à gréement bermudien  appartenant à l'américain Barry Diller, époux de Diane von Fürstenberg. Selon le magazine Harper's Bazaar, la figure de proue sculptée par l'artiste française Anh Duong représenterait cette dernière. Le nom du navire fait référence à la déesse de la mythologie grecque Éos.

## Histoire
Eos a été construit en 3 ans au chantier naval Fr. Lürssen Werft GmbH & Co. KG  de Brême et lancé en 2006. Sa conception a été réalisée par l'architecte naval Bill Langan (en) et l'amménagement intérieur par le français François Catroux.
Il rivalise avec le yacht Faucon Maltais d'Elena Ambrosiadou par son immense beaupré et avec le yacht à voile aurique Athéna de James H. Clark. Son coût est estimé à plus de 150 millions de dollars.

Ayant subi un premier refit au chantier Royal Huisman (en) en 2011, le 30 juin 2012, le navire a pris feu au large de l'île d'Ormøya à Oslo, Norvège. Barry Diller et sa femme étaient à terre à ce moment-là.
Il n'y a eu aucun blessé. L'incendie a cependant causé de graves dommages aux ponts supérieurs, tandis que le reste du yacht s'en est sorti pratiquement indemne. Le bateau subira un nouveau refit avant de redevenir opérationnel début 2014.